# Braque hongrois à poil court
Pour les articles homonymes, voir Braque hongrois.
Le braque hongrois à poil court (en hongrois rövidszőrű magyar vizsla) est une race de chien originaire de Hongrie. Il s'agit d'un braque de couleur uniforme fauve.
Il existe une variété à poil dur, de taille plus grande, et considérée comme une race différente : le braque hongrois à poil dur. Dans son pays d'origine, le vizsla devint vite populaire comme chien de chasse polyvalent.

## Historique
D’origine hongroise, le braque hongrois à poil court est à l'origine un chien de la noblesse hongroise qui aurait suivi l'implantation du peuple hongrois. Ses origines peuvent être retracées à 1 000 ans av. J.-C.: il serait le résultat de croisement avec des chiens courants hongrois, peut-être le chien courant de Pannonie ou le transylvanien à pattes courtes, et un chien jaune turc,. Le sloughi a été utilisé comme apport dans cette race. Des documents décrivant des chiens ressemblant au braque hongrois à poil court existent dès le XIVe siècle. Des sujets de conformation proche sont notés dès le XVIIe siècle. À la fin du XIXe siècle, on organise en Hongrie des concours pour chiens d'arrêt auquel participe le braque hongrois et il est probable que des races de chiens de chasse étrangères aient joué un rôle dans son développement. L'élevage en race pure a débuté en 1920. Le braque hongrois à poil court a été reconnu par la Fédération cynologique internationale (FCI) en 1936.
Le braque hongrois à poil court est bien implanté en Hongrie, en Allemagne et aux États-Unis. Le braque hongrois à poil dur, d'apparition plus récente, est moins bien représenté.
En 2011, sous le gouvernement de Viktor Orbán a été adoptée en Hongrie une taxe sur les chiens dont le braque hongrois est exempté au motif d'être « de race hongroise », au sens de la Grande Hongrie,,.

## Standard

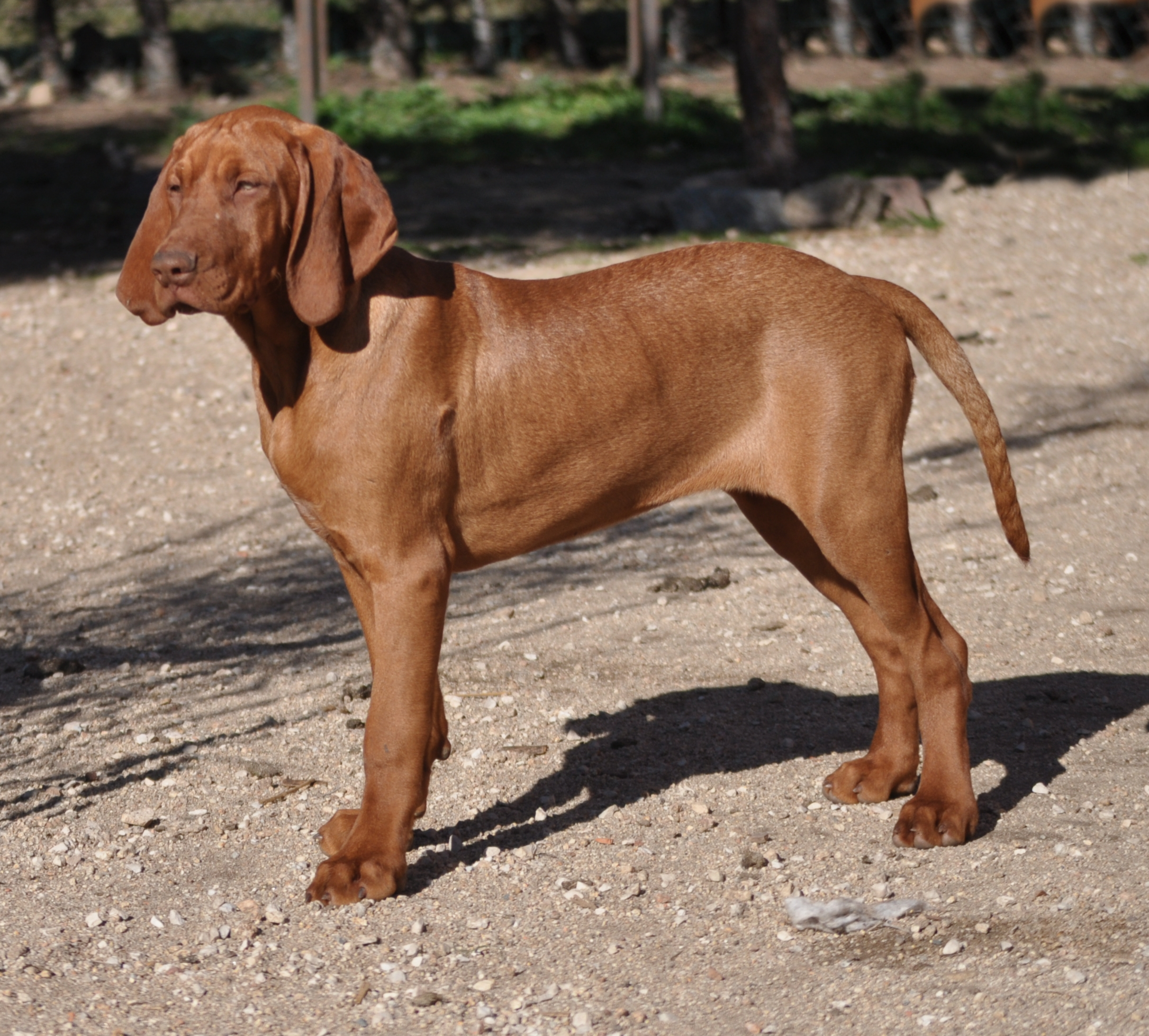
Braque hongrois à poil court.

Le braque hongrois à poil court est un braque de taille moyenne, de constitution plutôt légère, sèche et sans poids superflu. La longueur du corps dépasse de peu la hauteur au garrot et la hauteur de la poitrine est un peu inférieure à la moitié de la hauteur au garrot. Attachée un peu bas, la queue est forte à sa naissance pour ensuite s’amenuiser progressivement. Lorsque la caudectomie n’est pas interdite par la loi, la queue peut être raccourcie d'un quart. En mouvement elle est relevée jusqu’à l’horizontale.
La tête est sèche, noble, bien proportionnée avec un crâne modérément large et légèrement bombé. Le museau est un peu plus court que la moitié de la longueur de la tête. Les yeux sont de forme quelque peu ovale et de grandeur moyenne. Les paupières épousent bien la forme du globe oculaire. La couleur brune des yeux s’accorde avec celle de la robe, mais on préfère les yeux d’une nuance aussi foncée que possible. Les oreilles sont disposées légèrement en arrière et attachées à hauteur moyenne. Elles sont tombantes et l’extrémité de l’oreille forme un V arrondi. La longueur de l’oreille mesure environ les trois quarts de la longueur de la tête.
Le poil est court et serré, il est rêche et dur au toucher. Le braque hongrois à poil court est sans sous-poil. À la tête et aux oreilles il est plus fin, plus soyeux et plus court. La queue est bien couverte d’un poil serré, sur la face inférieure de la queue, il est très légèrement plus long. Le poil couvre tout le corps et seul le ventre présente un poil un peu plus clairsemé. La robe est unicolore fauve, décrite comme froment-doré (semmelgelb). Les oreilles peuvent être d’une nuance plus foncée. Une petite marque blanche au poitrail ou dans la région de la gorge, dont le diamètre ne doit pas dépasser 5 cm, et des marques blanches sur les doigts ne sont pas pénalisées.

## Caractère
Le standard FCI décrit le braque hongrois à poil court comme vif de tempérament, aimable, équilibré et facile à éduquer. Il dispose d'une faculté exceptionnelle de maintenir le contact avec son maître. Il ne supporte pas d’être traité avec brutalité et il ne doit être ni agressif ni timide. Il a néanmoins besoin d'éducation. Il adore les enfants et sait être l’ami de toute la famille. 
Bien qu’excellent chien de compagnie, le braque hongrois est un chien de chasse qui a besoin de beaucoup d'exercice : la vie en appartement nécessite plusieurs sorties quotidiennes.

## Utilité

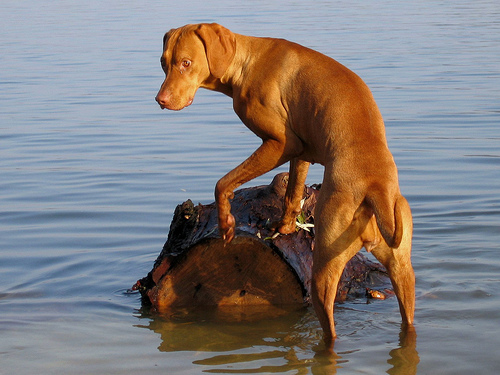
Le braque hongrois à poil court aime l'eau.

Le braque hongrois à poil court est un chien de chasse polyvalent. Le dressage est facile. L'arrêt est ferme sur la plume comme sur le poil. Il est adapté à la chasse en plaine, au bois ou au marais. Il adore l’eau et c'est un bon chien de rapport. Avec un dressage spécifique, il peut être utilisé à la recherche au sang du grand gibier blessé. 
Le braque hongrois à poil court est également un très bon chien de compagnie.

## Dans la culture populaire
- Kubrick the Dog (2011), livre de photographies par Sean Ellis, est un hommage à son braque hongrois nommé Kubrick.
- Dans le roman "Klara" de l'auteur Blandine Deltreuil, un braque hongrois est le personnage principal de l'histoire.